# HIRA^O SAKI
HIRA^O SAKI（ひらお さき）は、平松愛理、尾崎亜美、崎谷健次郎の3人のキーボーディスト・シンガーソングライターから成る清水信之プロデュースによるスペシャルユニットである。1992年に「My Best Friends」でデビューした。

## 来歴
1992年
メンバーである平松愛理、尾崎亜美、崎谷健次郎は、ともに同じレコード会社であるポニーキャニオンに在籍していた。
当時、平松はデビューの翌年から組んできた編曲家の清水信之（後に結婚）との楽曲制作が軌道に乗り、シングル「部屋とYシャツと私」を80万枚近くセールスする大ヒットで結実させていた。少し先輩の崎谷とは、コンサートにゲスト参加する交流があった。
また、崎谷はプロデュースした谷村有美のシングル「ときめきをBelieve」をヒットさせていた。プロデューサーとしても先輩である尾崎とは、かつてポニーキャニオンに所属していた上田浩恵のシングルやアルバムに楽曲提供する間柄であった。尾崎は活動再開後のセルフカヴァーアルバムを発表する傍ら、「桃姫BAND」の"桃姫"として小原礼（後に結婚）らと共に新たな活動を展開していた。
年末に第34回日本レコード大賞で作詞賞を受賞することになる平松に象徴されるように、活躍著しい3人のキーボーディストによるクリスマス・コンピレーション・アルバムが企画され、これを機に清水信之プロデュースによるスペシャルユニットを組むことになった。
グループ名は3人の名前の最初の漢字一文字を採って繋いだ「平尾 崎（ひらお さき）」に由来し、“個人名”の感覚ながら性別の印象を薄くするために、アルファベットで"HIRA^O SAKI"と名乗ることになった。
11月に清水信之プロデュースによる「My Best Friends」と題したシングル、アルバムを発表した。企画ユニットであったため、平松愛理の雑誌インタビューで若干紹介された以外、グループでの活動はスタジオでの録音以外は目立たなかった。
2009年
11月、崎谷健次郎の3rd.ベストアルバム『崎谷健次郎 BEST COLLECTION』に「My Best Friend」が「平松愛理・尾崎亜美・崎谷健次郎」名義で収録された。
2014年
3月 - 6月、大阪・兵庫・東京での『青春のベスト・ヒット・コレクション 原田真二・尾崎亜美・平松愛理～シンガーソングライターの系譜～』コンサート・ツアーで、尾崎と平松が共演している。

## ユニット参加メンバー
- 平松愛理 -（ひらまつ　えり）1964年3月8日生。兵庫県出身。1989年ソロデビュー。キーボード、ボーカル担当。
- 尾崎亜美 -（おざき　あみ）1957年3月19日生。京都府出身。1976年ソロデビュー。キーボード、ボーカル担当。
- 崎谷健次郎 -（さきや　けんじろう）1962年12月30日生。広島県出身。1987年ソロデビュー。キーボード、ボーカル担当。

## ディスコグラフィー

### シングル
1. My Best Friends
  - c/w My Best Friends(original karaoke)(1992年11月20日発売 PONY CANYON PCDA-00388)

### アルバム
1. My Best Friends (1992年11月20日発売 PONY CANYON PCCA-00412)
  - 平松愛理、尾崎亜美、崎谷健次郎の曲を2曲ずつ収録。
    - My best Friends / HIRA^O SAKI
    - 母と子のChristmas Eve / 平松愛理
    - Angel Comes Along / 尾崎亜美
    - 再会までSO LONG / 崎谷健次郎
    - 流れ星が好き / 尾崎亜美
    - Close to Me / 崎谷健次郎
    - ファーストクリスマスイブ / 平松愛理